# Mitchella (insecte)
Pour les articles homonymes, voir Mitchella.
Genre
Mitchella est un genre de puces de la famille des Ischnopsyllidae.

## Systématique
Le genre Mitchella a été créé en 1970 par Robert E. Lewis (d) à la suite de la découverte d'une nouvelle espèce de puces lors d'une étude sur les ectoparasites des chauves-souris au Népal.

## Liste des espèces
Selon GBIF (11 juin 2021) :
- Mitchella exsula Lewis, 1970 - espèce type
- Mitchella laxisinuata (Liu Chiying, Wu Houyong & Wu Foolin, 1977)
- Mitchella megatarsalia (Liu Chiying, Wu Houyong & Wu Foolin, 1977)
- Mitchella truncata (Liu Chiying, Wu Houyong & Wu Foolin, 1977)

## Publication originale
- (en) Robert E. Lewis, « A new genus of bat flea (Siphonaptera: Ischnopsyllidae) from the Himalayas », Journal of Parasitology, Chicago, American Society of Parasitologists (d), vol. 56, no 1,‎ février 1970, p. 146-150 (ISSN 0022-3395 et 1937-2345, OCLC 1606759, PMID 5461091, DOI 10.2307/3277474, JSTOR 3277474).